# Mäeküla (Saaremaa)
Koordinaten: 58° 33′ N, 23° 3′ O
Mäeküla ist ein Dorf (estnisch küla) auf der größten estnischen Insel Saaremaa. Es gehört zur Landgemeinde Saaremaa (bis 2017: Landgemeinde Orissaare) im Kreis Saare.
Das Dorf hat 42 Einwohner (Stand 31. Dezember 2011).